# 茨戸
茨戸（ばらと）は北海道札幌市北区にある地名。札幌市の北端に位置する。
発寒川・創成川・伏籠川が茨戸川へと流れ込む合流地点であり、創成川を境にして西茨戸と東茨戸に分かれている。

## 歴史
松前藩の時代に下シノロと呼ばれた場所が現在の茨戸であったと思われる。
「茨戸」は「広い・沼」を意味するアイヌ語の「パラト（para-to）」に由来し、かつて、発寒川が石狩川（現在の旧川道…茨戸川）に流れ込む下流部に点在した、大小の沼のうち、河口近くにあった広い沼を指してこの名がついた。
札幌市の発展とともに大規模な河川改修が行われる以前は、この地は茨戸太（パラトプト…広い沼の口）と呼ばれ、水上交通の要衝として栄えていた。しかし、1931年（昭和6年）に石狩川の蛇行部が茨戸川として切り離されたため、茨戸の河港としての役割は終わった。

## 施設
- 札幌市立茨戸小学校（東茨戸1-2）
- 市立札幌豊明高等支援学校（西茨戸4-1）
- 札幌優翔館病院（東茨戸2-2）
- シャトレーゼ ガトーキングダム サッポロ（東茨戸132）
- 茨戸神社（東茨戸2-1）
- 茨戸油田（廃止）

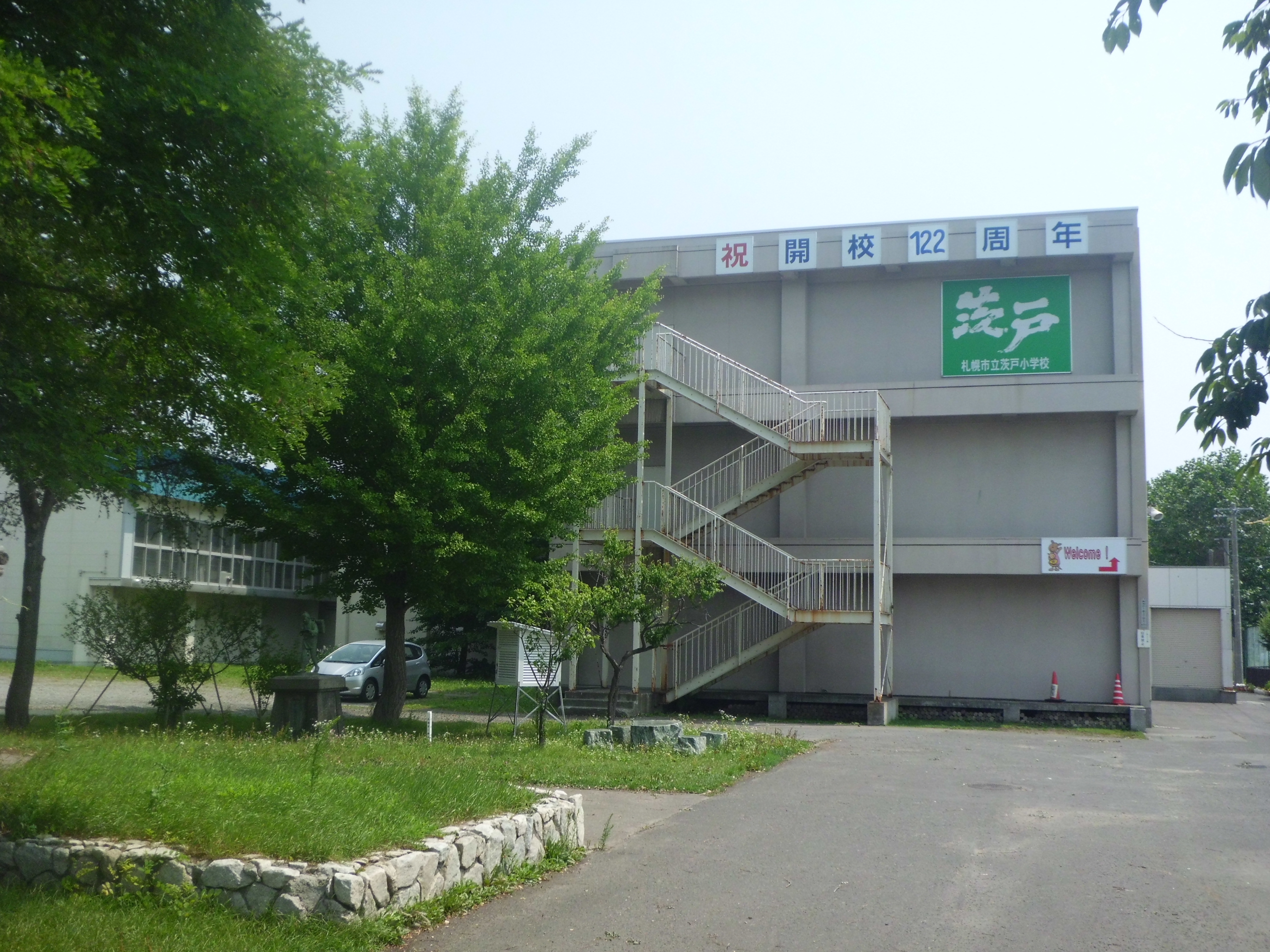
茨戸小学校
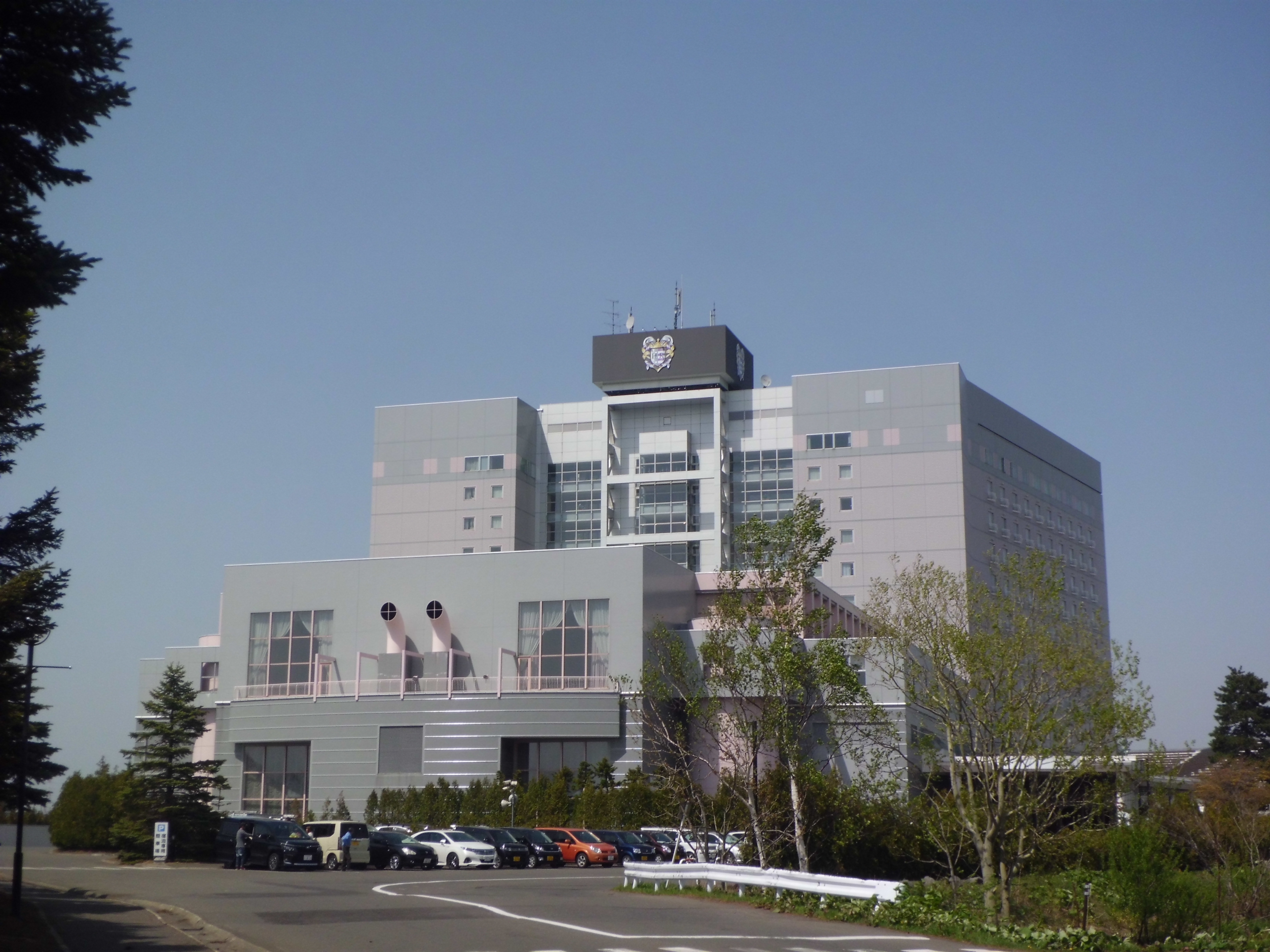
シャトレーゼ・ガトーキングダム・サッポロ
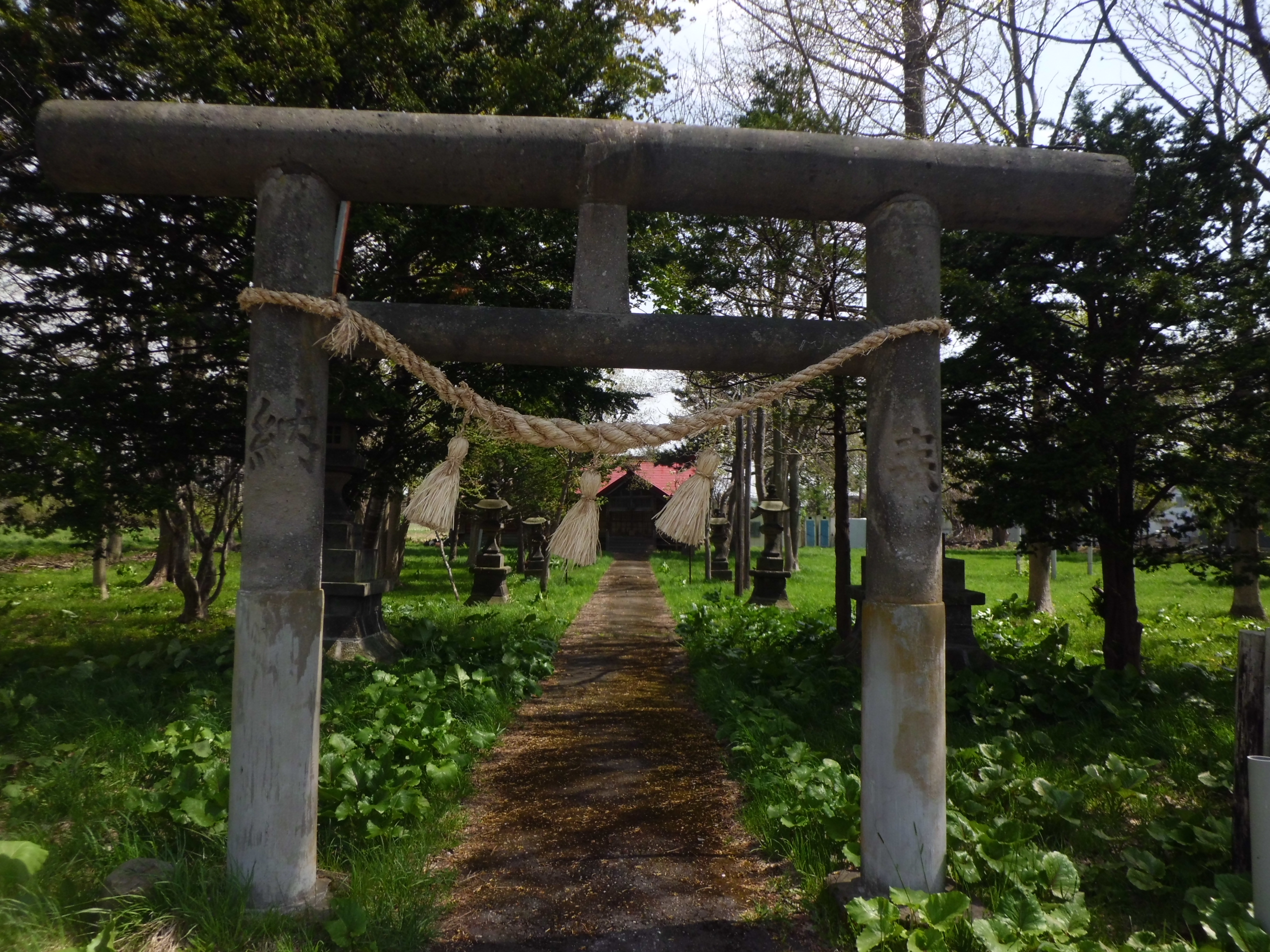
茨戸神社